# Serbołużyczanie

Flaga narodowa Serbołużyczan

Serbołużyczanie, znani także jako Łużyczanie lub Serbowie łużyccy (górnołuż. Serbja, dolnołuż. Serby, niem. Sorben lub Wenden, cz. Lužičtí Srbové) – słowiańska grupa etniczna, zaliczana do Słowian zachodnich. zamieszkująca Łużyce (niem. Lausitz), czyli krainę leżącą w okolicy trójstyku granic Niemiec, Polski oraz Czech, głównie na terenie Niemiec.
Serbołużyczanie dzielą się na dwie grupy:
- Górnołużyczanie (Horni Serbja), mówiący językiem górnołużyckim i liczący około 30 tys. osób
- Dolnołużyczanie (Dolne Serby), mówiący językiem dolnołużyckim i liczący około 20 tys. osób.

Część osób z obu grup mówi dialektami pośrednimi między dwoma językami łużyckimi.

## Pochodzenie nazwy

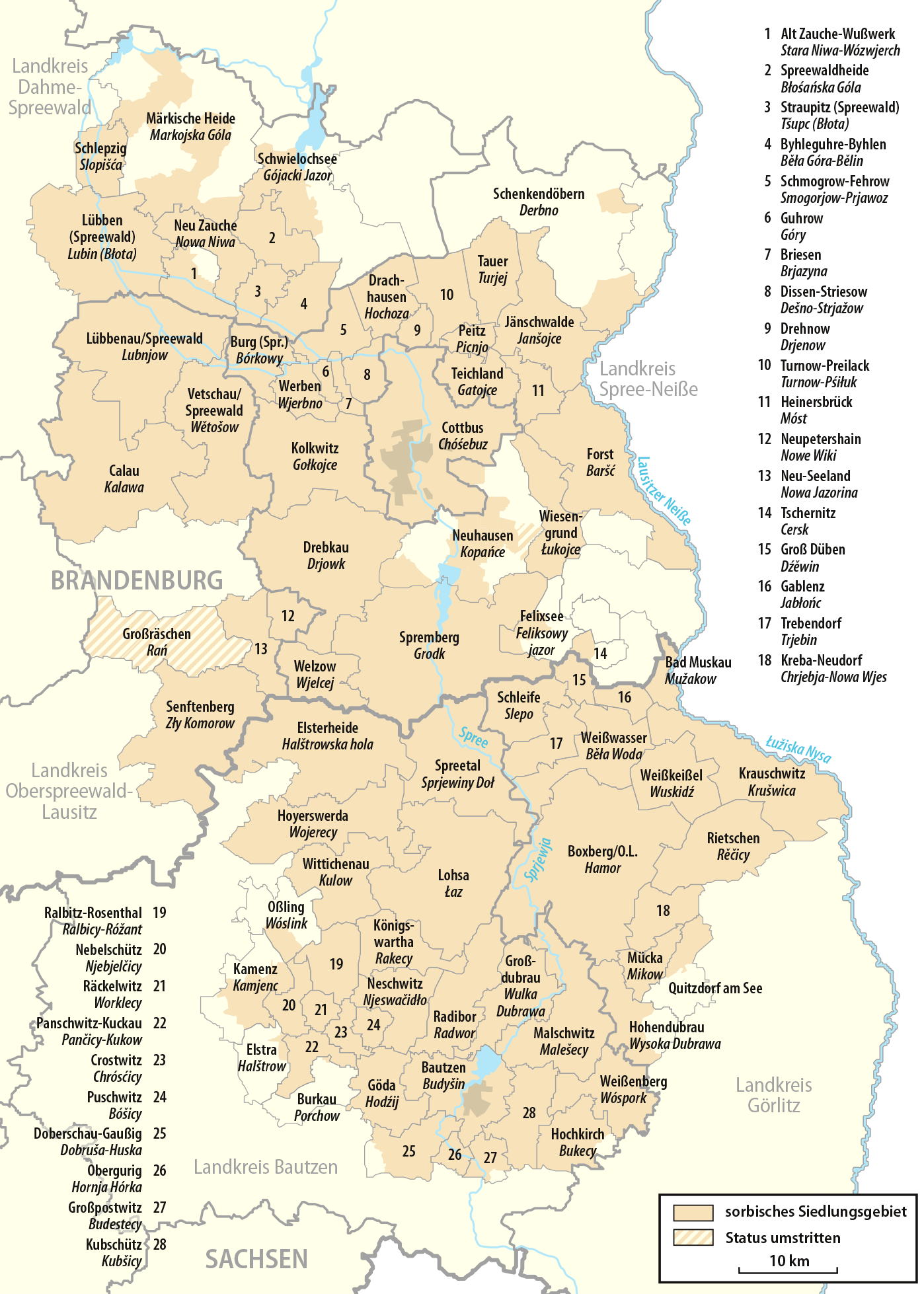
Mapa niemieckich Łużyc z podziałem na powiaty z zaznaczonym obszarem zamieszkanym przez Serbołużyczan

### Etymologia
Nazwa Serbowie pokrewna jest z polskim słowem pasierb (obecnie: „przybrany syn", dawniej „współplemieniec, ten, który ssał mleko tej samej matki"). Wyraz ten, obecny już w staropolszczyznie (pasierb, pasierzb, pasirzb 1391, n.os. Pasirb 1475, n.m. Pasirbice 1310), wywodzi się od prasłowiańskiego słowa pa-sŕ̥bъ („syn nieprawowity, urodzony z nałożnicy, dziedziczący tylko w razie braku synów prawowitych”) .
Słowo to powstało w wyniku połączenia wyrazu sŕ̥bъ (prasł. „prawowity potomek-dziedzic, pełnoprawny członek rodu”) z prefiksem pa- (nadającego znaczenie: „podobny do, przypominający, nieprawdziwy, niby"; stąd też: pagórek, pasynek, pascórka=pasierbica) i istniało prawdopodobnie w korelacji z prasłowiańskim *sębrъ („pobratymiec, krewniak, druh, towarzysz, wspólnik”), którego późniejszymi kontynuacjami są:: 
- staroserbskie: sebrь („sąsiad, członek tej samej wspólnoty”),
- staroruskie: сябрь/sjabrь („sąsiad, członek tej samej wspólnoty”),
- białoruskie: sjabr, sjabruk („krewny, brat, towarzysz w pracy”)
- staropolskie: siabr („uczestnik”),
- litewskie: sėbras („towarzysz”)
- łotewskie: sēbrs/suobris („sąsiad; współgospodarz; znajomy, krewny, przyjaciel”[4])

Nazwa „Łużyce” (niem. Lausitz), oznaczająca pierwotnie ziemię bagnistą, pochodzi prawdopodobnie od słowa „ług” (zbiornik wodny, kałuża), wskazując tym samym, że okolica bogata jest w wodę (rozlewiska Łaby i Sprewy).

### Powiązanie z Serbami bałkańskimi
Niewyjaśniona jest kwestia pokrewieństwa Serbów bałkańskich i Serbów łużyckich (zbieżność nazw prawdopodobnie nie jest przypadkowa). Według jednej z hipotez, uwiarygodnionej kroniką Konstantyna Porfirogenety wspólni przodkowie wszystkich Serbów, po opuszczeniu w VII wieku (w latach 622–627) swojej prasłowiańskiej ojczyzny Białej Serbii rozdzielili się na dwie grupy. Jedna z grup dotarła przez Karpaty na Bałkany, podczas gdy druga (przodkowie Serbołużyczan) osiedliła się nad środkową Łabą. 
Według Heinza Schustera-Šewca (którego zdaniem określenie Serbowi miało oznaczać krewnych) Serbowie (różne plemiona) występowali pod tą nazwą jedynie na rubieżach ziem zajętych przez Słowian (podobnie jak w przypadku etnosów używających jako nazwy własnej ogólnego słowiańskiego desygnatu: Słowacy, Słoweńcy, Słowińcy, Słowienie).

## Podział plemion

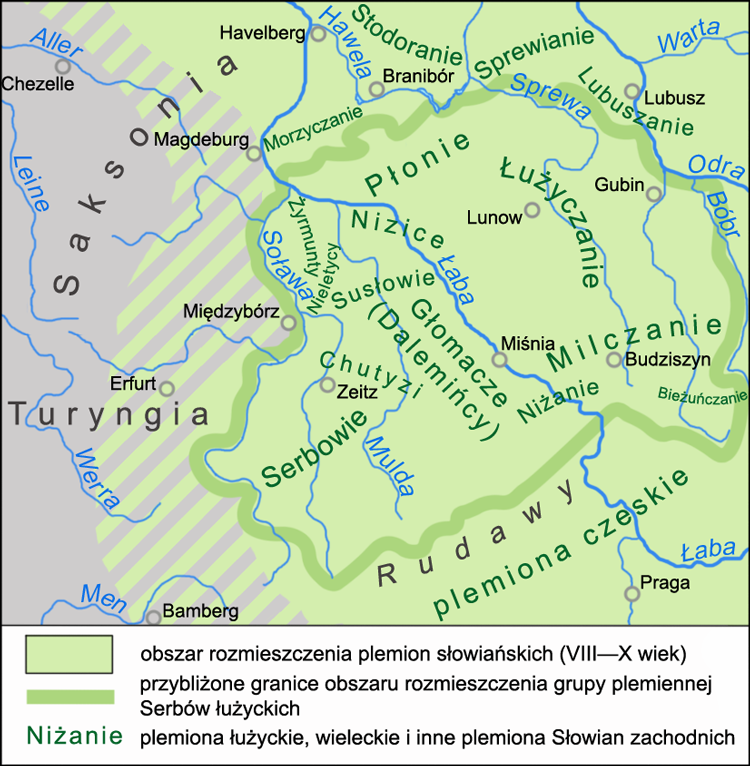
Plemiona Serbów łużyckich w okresie od VIII do X wieku

Osiedlając się nad Sprewą i Nysą Łużycką w VI wieku plemiona serbołużyckie podzieliły się na dwie główne grupy, które swoje nazwy wzięły od cech obszaru, na którym się osiedliły. Łużyczanie (przodkowie Dolnołużyczan), zamieszkujący bagniste rozlewiska dolnej Sprewy, wzięli nazwę od słowa ługi (bagna). Milczanie (przodkowie Górnołużyczan), osiedleni na żyznych glebach wokół górnej Sprewy, nazwę wywodzili od słowa měl’  (grunt lessowy). Obie grupy rozdzielał szeroki i bezludny pas puszcz. Pozostałe plemiona zajęły obszar między rzekami Łabą i Soławą. Nazwy plemion serbskich wymienione są w tzw. Geografie bawarskim źródle historycznym pochodzącym z wczesnego średniowiecza. Początkowo w skład związku plemion serbskich wchodziły następujące plemiona:
- Głomacze-Dalemińcy,
- Łużyczanie,
- Milczanie,
- Chutyzi,
- Susłowie,
- Kolędycze,
- Żyrmunty,
- Żytyczanie.

## Historia Serbołużyczan

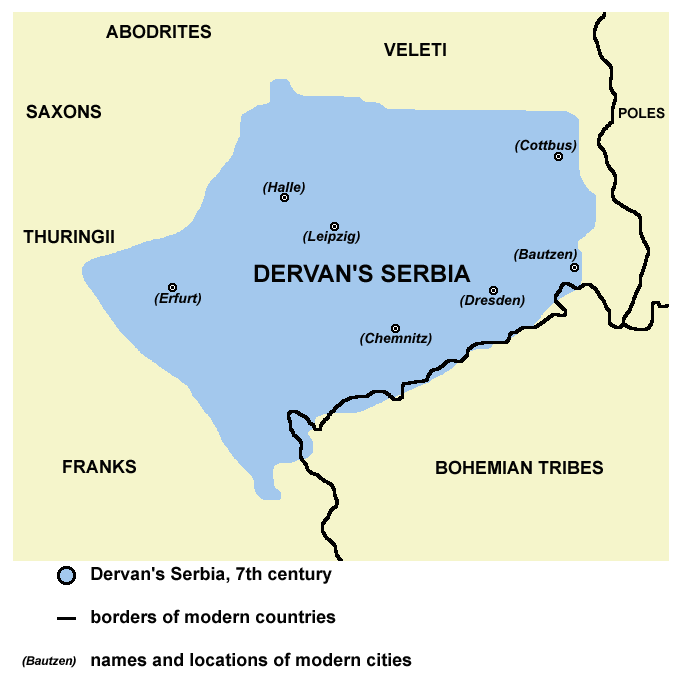
Terytorium Surbiów pod władzą Derwana na południu Połabia w VII wieku

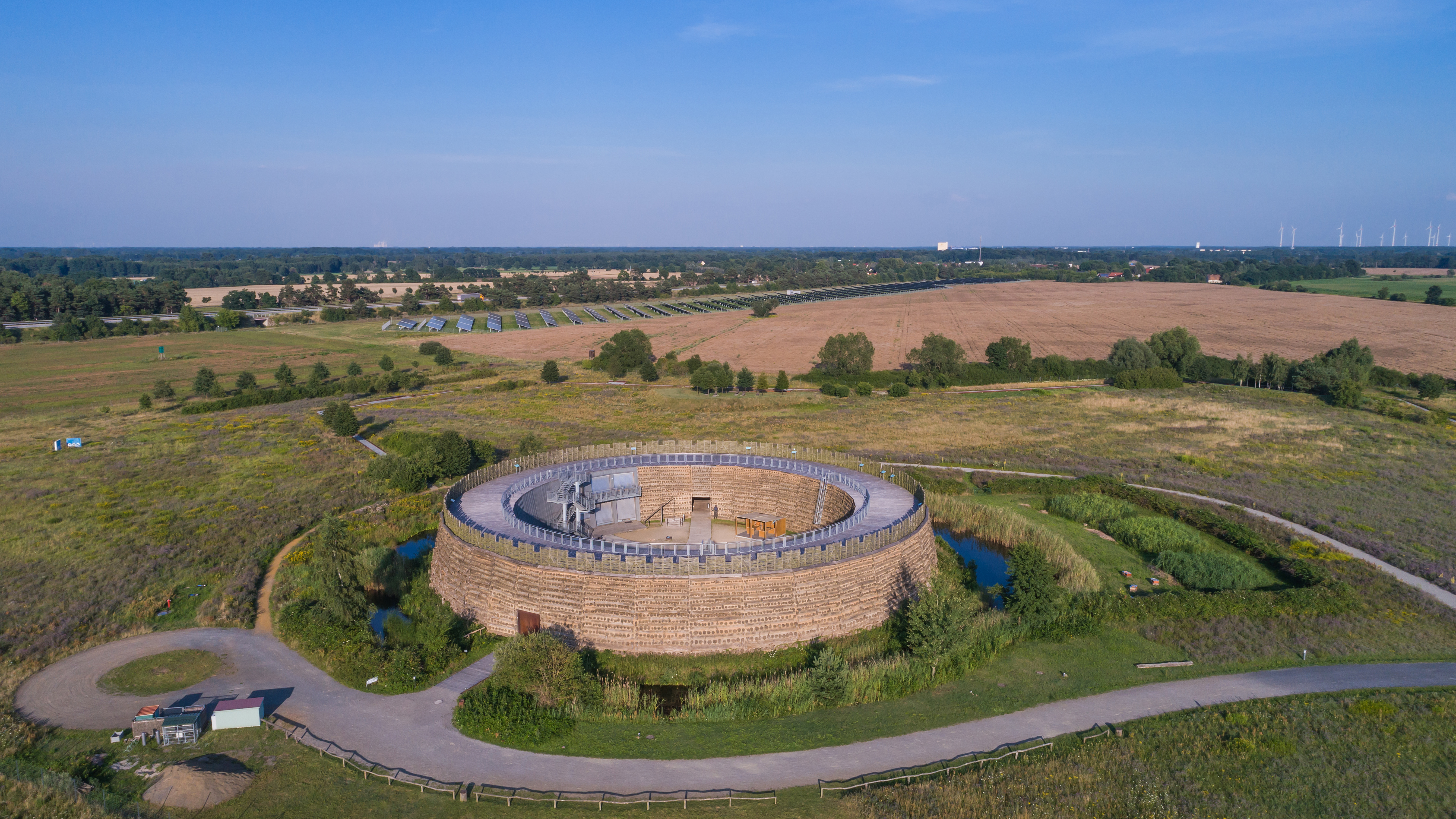
Rekonstrukcja łużyckiego grodu Radusch w okolicach miasta Vetschau na Łużycach Dolnych

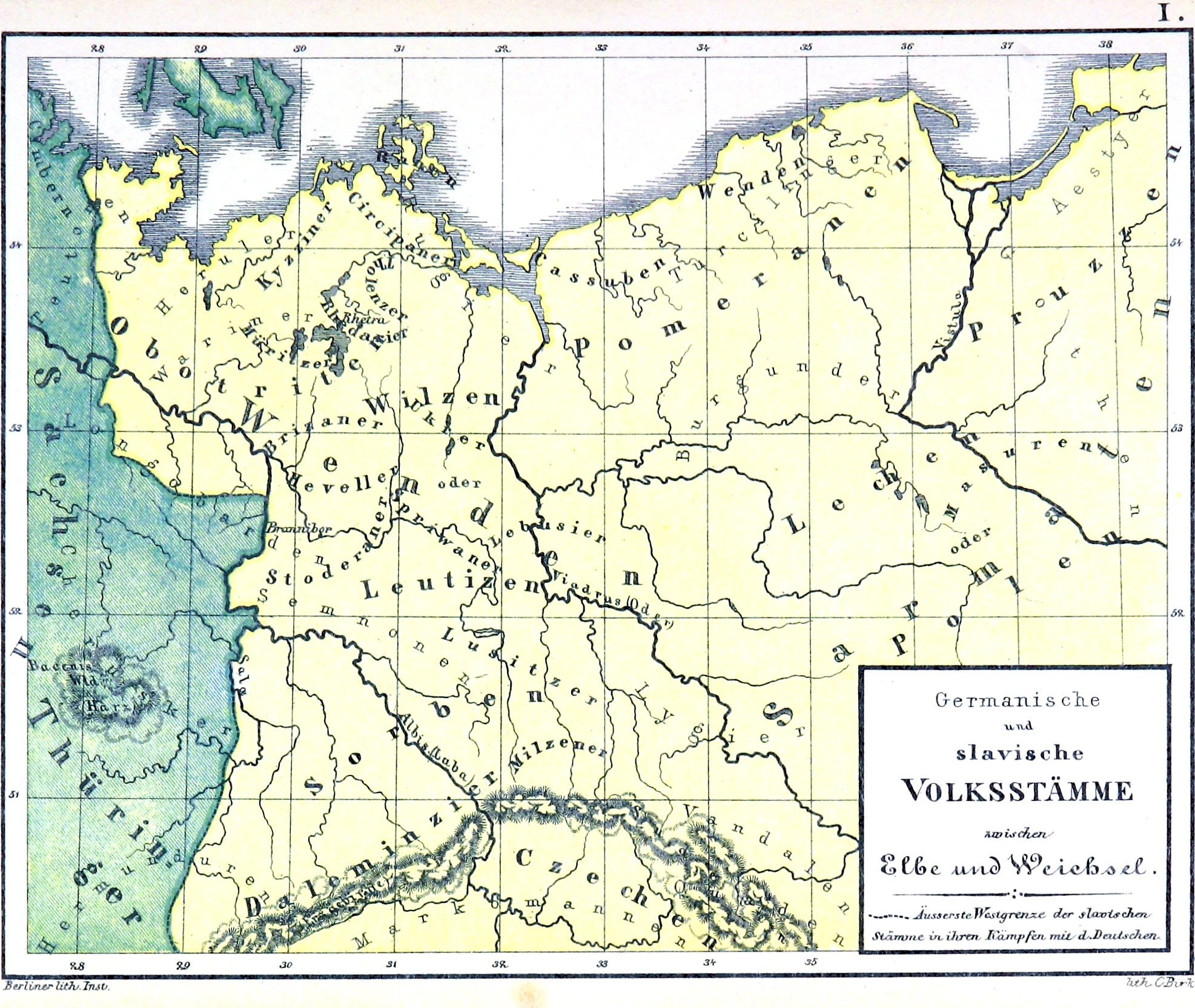
Tereny zamieszkane przez Słowian we wczesnym średniowieczu na niemieckiej mapie – widoczny przebieg Limes Sorabicus.

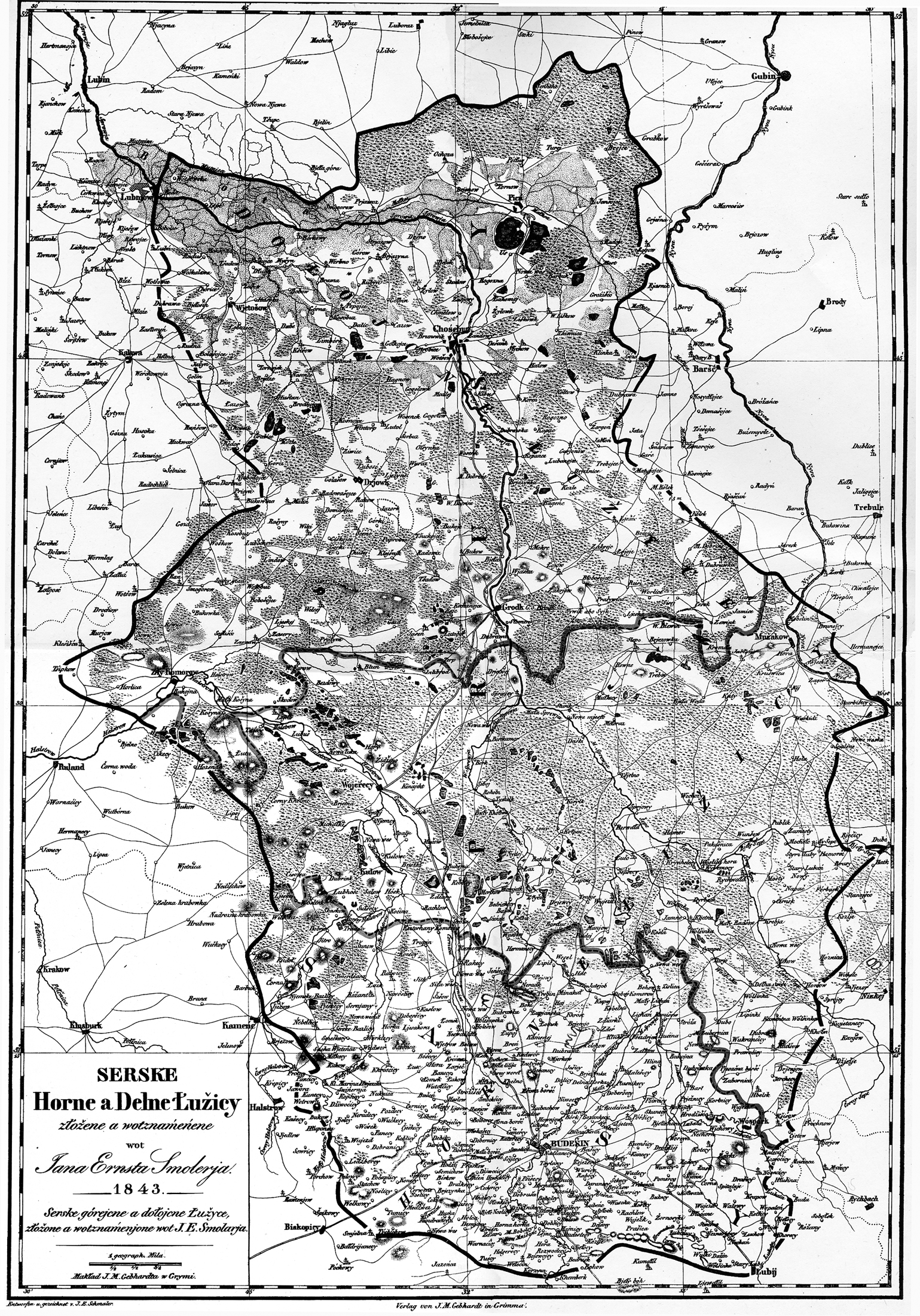
Terytorium zamieszkiwane przez Serbołużyczan w 1843 roku

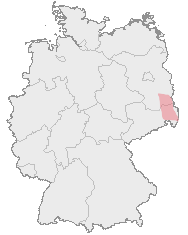
Mapa Niemiec z zaznaczonym obszarem zamieszkanym przez Łużyczan

W ciągu VI wieku n.e. Serbołużyczanie zajęli cały region rozciągający się między rzekami Bobrem, Kwisą i Odrą na wschodzie, a rzekami Soławą (niem. Saale) i Łabą na zachodzie (por. Biała Serbia). Na północy region ich osadnictwa sięgał do Berlina. Granica ich zamieszkania rozciągała się wzdłuż granicy nazywanej po łacinie Limes Sorabicus. Kronika Historia Francorum spisana przez Fredegara w 631 r. jest pierwszym dokumentem określającym ich nazwą „Surbi” i wspomina, że Serbowie żyjący nad Soławą graniczą z turyńską prowincją państwa Franków. W kronice tej pojawia się także pierwsza wzmianka o konkretnym władcy Słowian Połabskich – Derwanie – księciu plemienia Surbiów. Po klęsce Franków pod Wogatizburgiem wcielił on swój kraj do państwa Samona.
W 626 r. dyplomacji bizantyńskiej, w obliczu zagrożenia Konstantynopola wielkim najazdem awarsko-bułgarsko-słowiańsko-perskim, udało się sprowokować do wystąpienia przeciw Awarom Słowian z południowych Czech i północnej Panonii. Na czele ogólnosłowiańskiego powstania, które wybuchło po klęsce oblężenia Konstantynopola stanął kupiec frankijski Samon, który na okres 35 lat powołał do istnienia silne państwo słowiańskie. Samonowi udało się nakłonić Serbów, aby w czasie powstania antyawarskiego, wspólnie z mieszkającymi na wschód od nich Chorwatami, wyruszyli na południe i wsparli zamieszkujących wybrzeże dalmatyńskie Sklawinów dackich i panońskich, dążących do zrzucenia zwierzchnictwa awarskiego. W ten sposób stali się protoplastami Serbów bałkańskich.
Annales Regni Francorum (Roczniki królestwa Franków) wspominają, że w 806 r. Miliduch „król Serbii” stawił czoła Frankom i poległ. W 932 r. Henryk I podbił Łużyce i Milsko. W 963 r. Łużyce zostały ponownie pobite przez Gerona, margrabiego Marchii Wschodniej, który w 939 r. w czasie uczty podstępnie zamordował 30 książąt łużyckich; następstwem było wiele powstań łużyckich przeciwko Niemcom. Z tego wczesnego okresu zachował się zrekonstruowany gród Raduš/Raddusch na Łużycach Dolnych.
Za rządów Bolesława I Chrobrego w latach 1002–1018 toczyły się trzy polsko-niemieckie wojny, podczas których Łużyce kilkakrotnie przechodziły z rąk do rąk. W 1018 r. na mocy pokoju w Budziszynie zostały przyłączone do Polski, jednak już w 1031 roku powróciły do Niemiec. Od XI do XIV wieku nastąpił rozwój rolnictwa i nasilenie kolonizacji Łużyc przez osadników frankońskich, flamandzkich i saskich. W 1327 r. pojawiły się pierwsze zakazy używania języka łużyckiego w Altenburgu, Zwickau i Lipsku. W latach 1376–1635 Łużyce ponownie znalazły się w obrębie Cesarstwa, we władaniu czeskich Luksemburgów (część składowa tzw. Korony św. Wacława). Na początku XVI wieku cały teren plemienny serbołużycki, z wyjątkiem Łużyc, uległ germanizacji. Od 1635 r. Łużyce stały się lennem elektorów saskich.
Wojna trzydziestoletnia i epidemia dżumy przyniosły Łużycom straszliwe spustoszenie: wymarła prawie połowa Serbołużyczan, co spowodowało dalszą kolonizację niemiecką i germanizację. W 1667 r. elektor Brandenburgii Fryderyk Wilhelm nakazał bezzwłoczne zniszczenie wszystkich druków łużyckich oraz zakazał nabożeństw w tym języku. W tym samym czasie ewangelicki Kościół Saksonii poparł drukowanie religijnej literatury łużyckiej w ramach walki z kontrreformacją. W 1706 r. powstało w Pradze „Seminarium Łużyckie” (do 1922 r. główny ośrodek kształcenia katolickich duchownych łużyckich). Ewangeliccy studenci teologii założyli w 1716 r. w Lipsku „Łużyckie Kolegium Pastorów”.
Kongres wiedeński (1815) pozostawił część Łużyc Górnych w Saksonii, a większość Łużyc oddał Prusom. Do 1835 r. w Saksonii i Prusach pojawiały się kolejne zakazy, ograniczające używanie języków łużyckich; nasiliła się emigracja Łużyczan, głównie do Teksasu (miejscowość Serbin) i Australii. W 1848 r. 5000 Łużyczan podpisało petycję do rządu Saksonii, w której domagało się zrównania praw języka łużyckiego z niemieckim w kościołach, sądach, szkołach i administracji. Od 1871 r. całe Łużyce znalazły się w obrębie zjednoczonych Niemiec.
Od 1871 r. następowała industrializacja regionu i napływ Niemców; nasiliła się urzędowa germanizacja. Republika Weimarska mimo zagwarantowania w konstytucji praw mniejszości narodowych, w praktyce wcale ich nie przestrzegała.
III Rzesza rozpętała przeciwko Serbołużyczanom brutalny terror. Heinrich Himmler stworzył plan wysiedlenia Słowian z Łużyc do Polski. Rządy nazistów w Niemczech przyniosły szczególnie dotkliwe straty ludnościowe dla narodu serbskiego. Szacuje się, że w latach 1933–1945 zamordowanych zostało około 20 tys. Łużyczan. Propaganda nazistowska głosiła ponadto, że Serbowie są plemieniem germańskim, a ich narodowy poeta Handrij Zejler był Niemcem. Młodzi Serbowie, podobnie jak inni obywatele Rzeszy, walczyli w szeregach Wehrmachtu na wszystkich frontach. Wielu aktywnych działaczy serbskich zostało wywiezionych do obozów koncentracyjnych np. ks. Jan Cyž był więźniem Dachau (KL), publicystka Marja Grólmusec została zabita w obozie koncentracyjnym Ravensbrück (KL), a duchowny Alojs Andricki zamordowany zastrzykiem z fenolu. Pogmatwane losy Łużyczan podczas II wojny światowej ilustrują życiorysy Miny Witkojc, Měrćina Nowaka-Njechorńskiego czy Jana Skali.
Pierwsze miasta łużyckie zostały zajęte 19 kwietnia 1945 r., kiedy Armia Czerwona razem z 2. Armią LWP po sforsowaniu Nysy Łużyckiej zajęły miasta: Mužakow, Běła Woda, a dzień później, 20 kwietnia, miasta: Niesky, Grodk, Wojerecy i 21 kwietnia Budziszyn oraz Kamjenc. Pokonanie nazistów odmieniło jednak sytuację Łużyczan tylko pozornie: oficjalnie NRD popierała ich, a w praktyce kontynuowała politykę germanizacji. Głównie z powodu dużej religijności oraz oporowi przeciw upaństwowieniu rolnictwa Słowianie serbołużyccy sprawiali komunistycznemu rządowi NRD wiele kłopotów. Podczas akcji przymusowej kolektywizacji dochodziło do incydentów niespotykanych nigdzie indziej w Niemczech wschodnich. Z tego powodu w lecie 1953 roku na Łużycach doszło do gwałtownych starć z milicją Ulbrichta. W trzech gminach górnych Błot doszło do otwartego powstania. Agitatorom rządu niemieckiego tylko dzięki ochronie milicji ludowej udało się uciec cało z łużyckich wsi.
Po ponownym zjednoczeniu Niemiec 3 października 1990 r. Łużyczanie starali się o utworzenie autonomicznej jednostki administracyjnej, jednak rząd Helmuta Kohla nie zgodził się na to. Nie uwzględniono postulatów połączenia Łużyc w jeden kraj związkowy (wciąż Łużyce Górne należą do Saksonii, a Łużyce Dolne do Brandenburgii; argumentacją rządową jest fakt, że Łużyczanie stanowią niewielki procent mieszkańców) i zdarzają się przypadki likwidacji szkół łużyckich nawet w terenach w większości zamieszkanych przez Łużyczan (z powodu trudności finansowych lub wyburzania całych wsi pod kopalnie odkrywkowe węgla brunatnego; faktem jest, że znajduje się coraz mniej chętnych osób do nauki w językach łużyckich).
W okresie powojennym liczba osób mówiących językami łużyckimi zmalała o połowę, a obecnie, wobec nasilającej się emigracji do zachodnich krajów związkowych, Łużyce stoją w obliczu całkowitej germanizacji. Serbołużyczanom grozi obecnie całkowita asymilacja z ludnością niemieckojęzyczną.

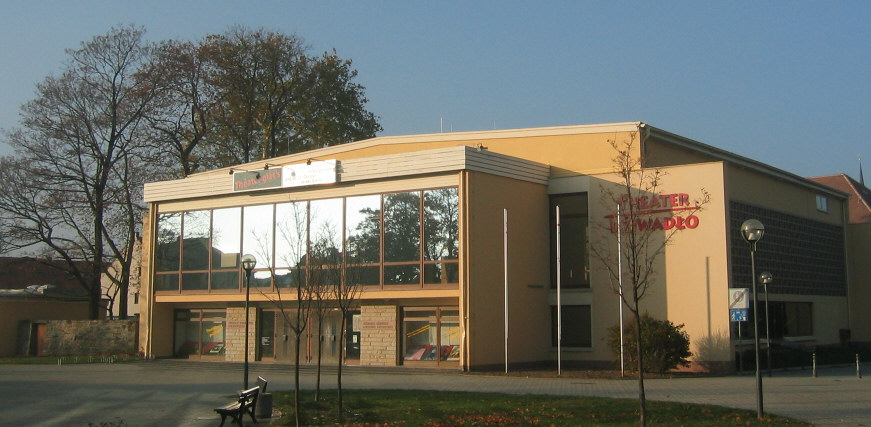
Budyšin: Němsko-Serbske ludowe dźiwadło
Budziszyn: Niemiecko-Łużycki teatr ludowy

## Język i kultura
Około 1530 r. powstał najstarszy znany zabytek piśmiennictwa łużyckiego Przysięga mieszczan budziszyńskich (niem. Burger Eydt Wendisch). W 1548 Mikławš Jakubica – dolnołużycki pastor ze wsi Lubanice (niem. Laubnitz) dokonał pierwszego przekładu na język dolnołużycki (niewydrukowanego) Nowego Testamentu.
W 1574 r. została wydrukowana pierwsza książka w języku dolnołużyckim: śpiewnik (niem. Wendisches Gesangbuch) Albina Mollera. Pierwszą książką w języku górnołużyckim było tłumaczenie Katechizmu Marcina Lutra wydane w 1595 r. przez Wjacława Warichiusa (1564–1618). W 1688 r. Jurij Hawštyn Swětlik tłumaczył dla katolickich Łużyczan Perykopy biblijne. Pracował również nad pełnym przekładem Biblii, ale praca ta pozostała w rękopisie. W roku 1706 został wydrukowany Nowy Testament w górnołużyckim tłumaczeniu Michała Frencela, a w 1709 w dolnołużyckim przekładzie Jana Bogumiła Fabriciusa. W roku 1728 ukazał się pełny przekład Biblii w języku górnołużyckim.
W 1709 r. przez krótki okres istniała pierwsza łużycka drukowana gazeta. W 1767 r. Jurij Mjeń wydał pierwszą łużycką książkę świecką. Od 1841 do 1843 r. Jan Arnošt Smoler i Leopold Haupt opublikowali dwutomowy zbiór Pieśni ludowe Wendów w Górnych i Dolnych Łużycach.
Od roku 1842 zaczęły się pojawiać łużyckie wydawnictwa prasowe: poeta Handrij Zejler zakłożył tygodnik Tydźenska Nowina (poprzednik dzisiejszych Serbskich Nowin). W 1845 r. w Budziszynie miał miejsce pierwszy festiwal pieśni łużyckich. W 1848 r. zostało założone towarzystwo naukowo-kulturalne Maćica Serbska (Macierz Serbołużycka).
W 1875 r. poeta i klasyk literatury górnołużyckiej Jakub Bart-Ćišinski i Arnošt Muka, utworzyli „ruch młodoserbski”, kształtujący przez następne 50 lat sztukę, naukę i literaturę łużycką.
Na Dolnych Łużycach podobny ruch zorganizował się wokół najwybitniejszego poety dolnołużyckiego Mato Kósyka i Bogumiła Šwjeli.
W 1904 r. został zbudowany, głównie ze składek Łużyczan, „Serbski Dom” w Budziszynie – najważniejszy łużycki ośrodek kulturalny. W 1912 r. powstała społeczno-kulturalna organizacja Serbów łużyckich „Domowina” – związek organizacji łużyckich. W roku 1919 liczyła 180 tys. członków. W 1920 r. Łużyczanin Jan Skala zakłożył partię łużycką, a w 1925 r. w Berlinie gazetę Kulturwille dla obrony praw mniejszości narodowych w Niemczech. W 1920 r. założone zostało Serbskie Towarzystwo Sportowe „Sokół”. Od 1933 r. naziści zaczęli represje Łużyczan. W tym roku rozwiązali „Sokoła” oraz rozpoczęli zwalczanie każdego przejawu serbskiej kultury. W 1937 r. działalność „Domowiny” i innych organizacji została zakazana jako „antypaństwowa”. Łużyccy duchowni i nauczyciele byli przymusowo deportowani z Łużyc; III Rzesza skonfiskowała „Serbski Dom” i inne budynki oraz zbiory.
Po wkroczeniu Armii Czerwonej 10 maja 1945 r. w Chrósćicach (niem. Crostwitz) „Domowina” wznowiła działalność. W 1948 r. Landtag Saksonii uchwalił prawo gwarantujące ochronę mniejszości serbołużyckiej; w 1959 r. Brandenburgia uchwaliła podobne prawo. W czasach NRD organizacje łużyckie były finansowane przez państwo, ale jednocześnie władze popierały germanizację młodzieży łużyckiej jako sposób włączenia jej w system „budowania socjalizmu”. Język i kultura serbska mogła być prezentowana publicznie jedynie wtedy, gdy promowała idee socjalizmu.
Po 1989 r. ruch łużycki odżył, ale stale napotykał na przeszkody. Chociaż państwo niemieckie popierało mniejszości narodowe, to aspiracje Łużyczan nie były wystarczająco zaspokajane. Pewien postęp był jednak widoczny szczególnie na Dolnych Łużycach: w 1990 r. w Chociebużu otwarto „Dom Serbołużycki”, a w 1994 r. Muzeum Dolnołużyckie, ożywiła się działalność kulturalna (adresowana jednak głównie do osób starszych). Liczba osób mówiących językami łużyckimi ciągle maleje, najszybciej na Łużycach Górnych (w związku z wyjazdami ludzi młodych). W roku 1999 powstała niezależna serbołużycka organizacja „Ponaschemu”, pozostająca w opozycji do „Domowiny”.
Przez blisko 1000 lat Łużyczanie potrafili utrzymać i nawet rozwinąć kulturę narodową pomimo nasilonej germanizacji, głównie dzięki wielkiej religijności, pielęgnowaniu tradycji i silnym rodzinom (jeszcze do niedawna typowa rodzina serbołużycka miała 5-12 dzieci).
W połowie XIX wieku odrodzenie narodów Europy Środkowej objęło również Łużyczan, którzy okrzepli na tyle, by dwukrotnie pokusić się o odzyskanie niepodległości. Po I wojnie światowej domagali się na podstawie prawa narodów do samostanowienia odłączenia od Niemiec i utworzenia państwa łużyckiego lub przyłączenia do Czechosłowacji.
Po II wojnie światowej aspiracje niepodległościowe Łużyczan reprezentowała utworzona 27 stycznia 1946 r. Łużycka Rada Narodowa, a także praski Łużycki Komitet Narodowy. Roszczenia wysuwane przez łużycki ruch narodowy to postulaty przyłączenia Łużyc do Polski lub Czechosłowacji. ŁRN oraz ŁKN wystosowały w latach 1945–1947 około dziesięciu memoriałów do ONZ oraz władz USA, ZSRR, Wielkiej Brytanii, Francji, Polski i Czechosłowacji, jednak nie przyniosło to żadnych konkretnych rezultatów.
Dnia 30 kwietnia 1946 r. Łużycka Rada Narodowa wystosowała także odpowiednią petycję do polskiego rządu podpisaną przez dr. Pawła Cyża pełniącego funkcje ministra oraz oficjalnego delegata Łużyc w Polsce. Istniał także projekt proklamowania niezależnego państwa Serbołużyczan, którego premierem miał być polski archeolog łużyckiego pochodzenia Wojciech Kóčka. Najradykalniejsze postulaty w tym zakresie formułowała młodzieżowa organizacja łużycka Narodny Partyzan Łužica.

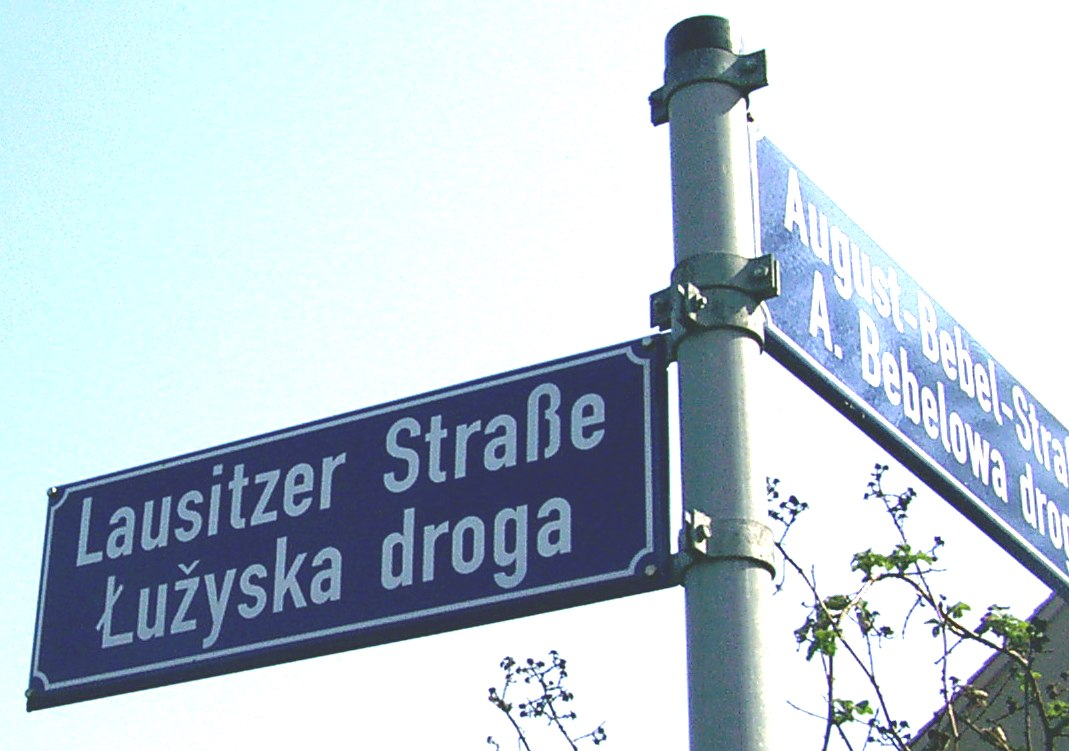
Dwujęzyczne nazwy ulic w Chociebużu

Podobnie działo się w Czechosłowacji, gdzie m.in. przed konferencją w Poczdamie 300 tys. osób manifestowało w Pradze na rzecz niepodległości Łużyc. Starania odłączenia Łużyc od Niemiec rozbiły się o interesy geopolityczne jednostek. David Lloyd George nie chciał osłabiać Niemiec (po 1918 r.), a Stalin chciał opanować całe Niemcy (po II wojnie światowej).
O postępach procesu germanizacji wśród Łużyczan świadczy statystyka: pod koniec XIX wieku około 150 000 osób mówiło językami łużyckimi. W 1920 r. praktycznie wszyscy Łużyczanie w takim samym stopniu władali językiem niemieckim, jak łużyckim. Ostatni Łużyczanin bardzo słabo znający język niemiecki zmarł w 1954 r. w dolnołużyckiej wsi Myšyn/Müschen. Obecnie (2007 r.) liczbę osób posługujących się językami łużyckimi szacuje się na zaledwie około 20 000.

## Regiony kulturowe Łużyc
Łużyce dzielą się na 3 główne regiony, różniące się językiem, religią i obyczajami:

### Region katolickich Łużyc
Obejmuje 85 miejscowości okręgów Budziszyn, Kamjenc i Wojerecy; jest to obszar, gdzie język górnołużycki, obyczaje i tradycje są najlepiej zachowane: w niektórych miejscowościach, np. Radwor (Radibor), Chrósćicy (Crostwitz) i Ralbitz-Rosenthal (Ralbicy-Róžant) Łużyczanie stanowią większość ludności, praktycznie tylko w tym regionie można jeszcze usłyszeć dzieci mówiące po łużycku.
W niedziele, święta i przy okazji ślubów noszony jest kobiecy (i częściowo męski) strój ludowy (także przez młodzież i dzieci), wyróżniający się bogatym zdobieniem haftem płaskim i wyszywaniem z pereł.
Kultywowane są następujące obyczaje: ptasie wesele (głuż. „ptači kwas”, 25 stycznia), wielkanocna kawalkada jeźdźców (głuż. „křižerjo”), „palenie czarownic” (głuż. „chodojtypalenje”, 30 kwietnia), Maik, śpiewanie na św. Marcina (Měrćina), obchodzenie Barbórki i Mikławša (Mikołaja).

### Region Wojerecy i Slepo
Jest to region (od miasta Wojerecy/Hoyerswerda do miasta Slepo/Schleife), gdzie istnieje jeszcze dialekt o cechach pośrednich między językiem górno- i dolnołużyckim. To region protestancki, obecnie silnie zdewastowany w wyniku wydobycia węgla brunatnego, wyludniony i w bardzo dużym stopniu zgermanizowany (językiem łużyckim mówią prawie wyłącznie bardzo nieliczne osoby po 60. roku życia).
Wyróżnia się licznymi zabytkami słowiańskiej architektury drewnianej (kościoły, domy), zróżnicowanym strojem ludowym (noszonym głównie przez starsze kobiety) z białym haftem dzierganym i czarnym-krzyżykowym i zachowanym muzykowaniem na dudach.
Kultywowane są w kilku wsiach następujące obyczaje: wypędzanie zimy, Maik, śpiewanie wielkanocne i wielkopiątkowe, obchodzenie „dźěćetko” (przebrane dziecko lub młoda dziewczyna, roznoszące prezenty na Boże Narodzenie).

### Region Dolnych Łużyc
Do tego regionu należy 60 miejscowości wokół miasta Chociebuż (niem. Cottbus), w których tylko nieliczni ludzie starsi (powyżej 60 lat) mówią językiem dolnołużyckim z licznymi zapożyczeniami niemieckimi (w kontaktach z młodszymi używają tylko języka niemieckiego). Jest to region protestancki, silnie zdewastowany na skutek odkrywkowego wydobycia węgla brunatnego. Największą atrakcją turystyczną tego regionu (i całych Łużyc) jest bagienny i poprzecinany licznymi kanałami Spreewald/Błota, malownicze rozlewiska Sprewy.
Wyróżnia się bardzo bogatym i charakterystycznym strojem ludowym (noszonym głównie przez starsze, ale też i młode kobiety przy okazji świąt). Elementem stroju jest duża, bogato zdobiona haftem płaskim i udrapowana na głowie chusta „lapa”, której kształt różni się w każdej wiosce.
Kultywowane są w kilkunastu wsiach następujące obyczaje: zapusty, Maik, ogniska wielkanocne, łapanie koguta (dłuż. „łapanje kokota”). W Janšojcach/Jänschwalde tzw. „Janšojski bog” (przebrana młoda dziewczyna) roznosi prezenty na Boże Narodzenie.
Do serbołużyckiego przedszkola w Sielow/Žylow w Chociebużu chodzą także dzieci z rodzin rdzennie niemieckich.

### Hymn Serbołużyczan
| język dolnołużycki Rědna Łužyca | język górnołużycki Rjana Łužica |
| --- | --- |
| Rědna Łužyca, spšawna, pśijazna, mojich serbskich woścow kraj, mojich glucnych myslow raj, swěte su mě twoje strony. Cas ty pśichodny, zakwiś radostny! Och, gab muže stanuli, za swoj narod źěłali, godne nimjer wobspomnjeśa! | Rjana Łužica, sprawna přećelna, mojich serbskich wótcow kraj, mojich zbóžnych sonow raj, swjate su mi twoje hona! Časo přichodny, zakćěj radostny! Ow, zo bychu z twojeho klina wušli mužojo, hódni wěčnoh wopomnjeća! |

## Łużyce a Polska

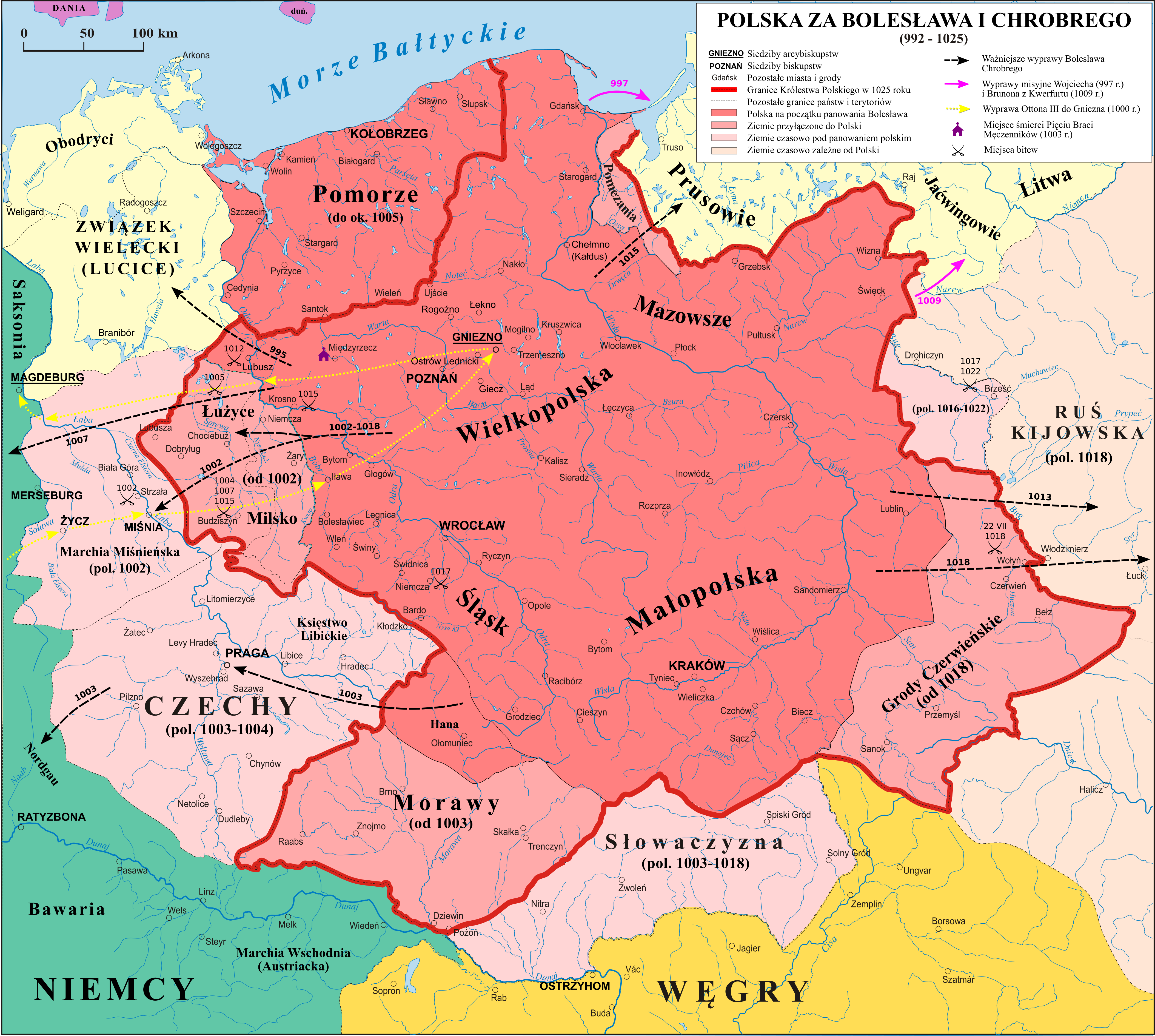
Łużyce w granicach Królestwa Polskiego

Kontakty polsko-łużyckie są tak stare jak sąsiedztwo Polaków i Serbów. Łużyce znalazły się w granicach Polski po pokoju w Budziszynie kończącym długotrwałą wojnę pomiędzy Bolesławem Chrobrym a Henrykiem II Świętym, trwającą w latach 1002–1018. W wyniku tego konfliktu Chrobry przyłączył Milsko oraz Łużyce, które pozostały w granicach Królestwa Polskiego do roku 1031, kiedy Niemcy zajęli ziemie Łużyczan.
Hymn Polski stanowił inspirację do napisanej w 1845 r. przez Handrij Zejlera pieśni o tytule Hišće Serbstwo njezhubjene (Jeszcze Łużyce nie zginęły), która była pierwszym hymnem Łużyczan. Jednym z pionierów współpracy polsko-łużyckiej w XIX w. był polski historyk Wilhelm Bogusławski, który napisał pierwszą książkę o historii Serbołużyczan pt. „Rys dziejów serbołużyckich” (Piotrogród 1861). Książka ta została rozszerzona i wydana wspólnie z Michałem Hórnikiem w Budziszynie w 1884 r. pt. „Historije serbskeho naroda”. Kolejnym przyjacielem Serbołużyczan był Alfons Parczewski, który od 1875 r. włączył się w ochronę praw Łużyczan biorąc udział w corocznych posiedzeniach Macierzy Łużyckiej w Budziszynie. To m.in. dzięki jego zabiegom Józef Ignacy Kraszewski ufundował stypendium dla łużyckich studentów.
Związek Polaków w Niemczech był inicjatorem powstania Związku Mniejszości Narodowych w Niemczech mającego reprezentować interesy obywateli narodowości serbołużyckiej, duńskiej, fryzyjskiej, litewskiej oraz polskiej. Z Polakami z Niemiec ściśle współpracowali przed wojną działacze narodowi z Łużyc, m.in. Jan Skala i Měrćin Nowak-Njechorński.
W 1936 r. powstało przy Uniwersytecie Warszawskim, grupujące też osoby spoza Uniwersytetu, Towarzystwo Przyjaciół Narodu Serbsko-Łużyckiego, którego prezesem został prof. Stanisław Słoński, a funkcję wiceprezesa objęła mgr Julia Wieleżyńska. Koło miało osobowość prawną. Istniały 3 ośrodki niezależnie od siebie zajmujące się Łużycami.
Założony w 1945 r. w Krotoszynie „Prołuż” rozwinął się na całą Polskę (3000 członków) i był największą niekomunistyczną organizacją zajmującą się sprawami zagranicznymi. Hasło tej założonej jeszcze w czasie okupacji młodzieżowej organizacji brzmiało: „Nad Łużycami polska straż!”. Organizacja była aktywna przede wszystkim w Wielkopolsce. Po utworzeniu w 1949 r. Niemieckiej Republiki Demokratycznej „Prołuż” został rozwiązany, a jego prezes, poznański historyk, Alojzy Stanisław Matyniak aresztowany.
Po II wojnie światowej istniała propozycja przyłączenia ziem Serbołużyckich do Polski w ramach Ziem Odzyskanych lub Czechosłowacji.
Niedawno przeprowadzane badania genetyczne przedstawiają dowody na pokrewieństwo między Polakami a Serbołużyczanami (także Węgrami). Narody te mają najwyższą częstotliwość genetycznego znacznika R1a1 w Europie. U Serbołużyczan wynosi on 63%, a u Polaków 56%. Obydwa narody mają również, zgodnie z tymi badaniami, ten sam znacznik chromosomu Y będący wskazówką mówiącą, że pochodzi od tego samego ojca i powstał ok. 10 000 lat temu.
Obecnie w Polsce działa prołużyckie stowarzyszenie „Pro Lusatia” oraz Towarzystwo Studiów Łużyckich, a także Związek Łużyczan w Polsce "Macierz Łużycka" - prołużycka organizacja pożytku publicznego.

## Pozostałe informacje
- Marcin Luter podzielał pogardę większości ówczesnych Niemców dla Serbów Łużyckich i nazywał ich w swoich Rozmowach przy stole (Tischreden) „najgorszym ze wszystkich narodów” (niem. die schlechste aller Nationen). Tej opinii Lutra nie podzielał jego najbliższy współpracownik Filip Melanchton, którego zięć Caspar Peucer był Serbołużyczaninem i znał język górnołużycki.
- ks. Alojs Andricki, męczennik z Dachau, jest pierwszym w historii błogosławionym Serbołużyczaninem.
- Były premier Saksonii, Stanislaw Tillich, jest Serbołużyczaninem.